# Cryptoforis celata
Espèce
Cryptoforis celata est une espèce d'araignées mygalomorphes de la famille des Idiopidae.

## Distribution
Cette espèce est endémique de Nouvelle-Galles du Sud en Australie. Elle se rencontre dans les réserves Creek Flora et Bundjalung Crown et les forêts d'État de Conglomerate, de Devil’s Pulpit, de Mount Belmore et de Chaelundi.

## Description
Le mâle holotype mesure 22,86 mm et la femelle paratype 32,34 mm.

## Publication originale
- Wilson, Raven, Schmidt, Hughes & Rix, 2021 : « Systematics of the spiny trapdoor spider genus Cryptoforis (Mygalomorphae: Idiopidae: Euoplini): documenting an enigmatic lineage from the eastern Australian mesic zone. » The Journal of Arachnology, vol. 49, no 1, p. 28-90.